# Лінкей (цар Аргоса)
Лінке́й (дав.-гр. Λυγκεύς) — напівлегендарний цар Аргоса і Мікен XVI ст. до н. е., батько Абанта.
Виріс у Єгипті, де його батько служив фараону або ж якомусь гіксоському володарю. Прибув до Греції разом з батьком та братами, сватався та одружившся на донці аргоського царя Даная, Гіпермнестрі. Попри наказ батька Гіпермнестра відмовилася вбити нареченого у першу шлюбну ніч, на його захист стали й мешканці Аргоса, тож зрештою тесть віддав йому владу над Мікенами.
Згодом, запросивши тестя на гостини, підступно вбив і успадкував владу над всією Арголідою. За іншою версією — обійшлося без вбивства, адже Лінкей в будь-якому разі був єдиним спадкоємцем Даная.
На користь першої версії можуть свідчити наполегливі намагання Лінкея довести права на аргоський престол своїм царським походженням, які відбилися у давньогрецьких міфах. Згідно з ними, Лінкей проголосив себе нащадком легендарного засновника Аргоса Інаха і був єдиним сином Єгипта, який залишився в живих після злочину Данаїд.
Деякі дослідники припускають, що саме Лінкею належить поховальна маска з золота, знайдена Генріхом Шліманом в, так званому, «поховальному колі А» у Мікенах і названа ним «маскою Агамемнона».
За легендою про смерть Даная Лінкею повідомив його власний син Абант, який отримав за цю звістку нагороду від батька, що теж може розглядатися як свідчення про причетність Лінкея до смерті тестя.